# Арчі Ендрюс
Арчібальд Ендрюс англ. Archibald Andrews — є головним героєм франшизи Archie Comics, створений у 1941 році видавцем Джоном Л. Голдвотером та художником Бобом Монтаною у співпраці з письменником Віком Блумом. Є персонажем у The Archie Show, Archie's Weird Mysteries та серіалі «Рівердейл». Арчі— студент Старшої школи Рівердейла, початківець музикант, гравець футбольної команди Рівердейльські бульдоги.

## Біографія
Арчі народився в Рівердейлі, єдина дитина Фреда і Мері. У віці тринадцяти років його батьки розлучилися і мати переїхала в Чикаго, залишивши його на виховання батькові. Арчі, Бетті і Джагхед — друзі дитинства. Арчі знає Бетті з чотирьох років, і з тих пір вони кращі друзі. Вони завжди ходили в одні й ті ж школи і були в одних класах.
Коли він був у другому класі, у нього були проблеми з читанням, тому його вчитель запропонував, щоб його затримали на рік. Однак Бетті була настільки проти того, щоб вони з Арчі вчилися в різних класах, що взяла на себе обов'язок щодня займатися з ним. Коли Арчі все здав, він поцілував Бетті і попросив її вийти за нього заміж. Вона сказала йому, що вони занадто молоді, але вона сказала що, коли їм виповниться вісімнадцять, Бетті відповість «так».
У молодості Арчі був музикантом-початківцем і футболістом Рівердейла, хоча йому було важко підтримувати обидва хоббі. Він також час від часу допомагав батькові на будівництві Andrews Construction.
Арчі був кращим другом Бетті та Джагхеда з дитинства. У Бетті виникли почуття до Арчі, які вона виявила йому під час зустрічі. Однак Арчі відмовив Бетті, стверджуючи, що він не заслуговує на неї, що спричинило тимчасову напругу в їхніх стосунках. У той же час Арчі відчував потяг до Вероніки, яка щойно переїхала до Рівердейла з Нью-Йорка після арешту її батька. Згодом Арчі та Вероніка почали зустрічатися.
Арчі був очевидцем того, як Чорний Капюшон стріляв в його батька в Pop's Chock'lit Shoppe. У відповідь на загрозу Арчі заснував «Червоне коло», групу, сформовану для полювання на Чорного Капюшона, оскільки він відчував, що місцеві правоохоронні органи не в змозі зупинити небезпеку.
Незабаром після звільнення Хайрама з в'язниці він почав брати Арчі під свою опіку та наставляти його, враховуючи його стосунки з Веронікою. Однак, коли Арчі зрозумів, що Гайрам скеровує його темним шляхом, їхні відносини зіпсувалися, і Гайрам підставив Арчі за вбивство Кессіді Буллок, за що той провів деякий час у центрі ув'язнення для неповнолітніх Леопольда та Леба після того, як визнав себе винним, щоб врятувати своїх друзів. Однак Арчі втікає з центру ув'язнення і кілька тижнів ховається в Канаді, перш ніж повернутися в Рівердейл, де вони з Хайрамом домовилися про перемир'я.
Отримавши нову свободу, Арчі почав вивчати кар’єру боксера та тренуватися з Томом Келлером у місцевому тренажерному залі, перш ніж Хайрам подарував йому громадський центр біля доків Світвотер, який Арчі пізніше перейменував на Громадський центр Фреда Ендрюса на честь покійного батька та використав для підняття громади. Маючи справу зі смертю свого батька, Арчі на короткий проміжок часу став охоронцем у темному костюмі, щоб захистити Рівердейл від місцевих головорізів. Пізніше він, Вероніка та Бетті зібралися разом і допомогли Джагхеду підробити його смерть, щоб викрити преппі в Stonewall Prep. Саме в цей час його почуття до Бетті знову проявилися, що призвело до їхнього поцілунку. Арчі розповів про це Вероніці під час випускного вечора, що призвело до їх розриву. Після того, як його стосунки з Веронікою закінчилися та зіткнувшись з фактом, що йому доведеться повторити останній курс, Арчі пішов в армію.

## Особистість
Арчі –  дуже добра, віддана, чесна та турботлива людина, особливо коли це стосується його друзів і родини. 
Він береже свої емоції, і це часто можна відчути через його музику. 
Незважаючи на те, що Арчі дійсно лояльний, показано, що він має дуже низьку самооцінку. Хлопець також демонструє певну наївність, що спонукає його приймати погані, саморуйнівні рішення або легко піддається маніпуляції та спокусі.